# Thomas Drewello
Thomas Drewello (* 1961 in Berlin) ist ein deutscher Chemiker.

## Leben und Wirken
Drewello beendete seine Promotion am Institut für Organische Chemie der Technischen Universität Berlin 1989 mit der Dissertation Erzeugung und Charakterisierung von ungewöhnlich strukturierten Dikationen und Neutralmolekülen in Molekularstrahlexperimenten. Sein Betreuer war Helmut Schwarz. Bereits 1988 war Drewello für seine „mechanistischen Untersuchungen neutraler und ionischer organischer Metallverbindungen“, die er im Rahmen der Promotion durchführte, mit dem Mattauch-Herzog-Förderpreis ausgezeichnet worden. Für seine Forschung über die Zeolith-Katalyse erhielt er zudem 1988 den Award in Petroleum Chemistry der American Chemical Society.
Drewello war noch Anfang der 1990er-Jahre an der TU Berlin tätig, wechselte dann jedoch an die University of Warwick und forschte und lehrte am dortigen Department of Chemistry. Er nahm 2007 einen Ruf der Friedrich-Alexander-Universität Erlangen-Nürnberg (FAU) an, wo er seit 2008 als Professor für Physikalische Chemie tätig ist.
Sein Forschungsschwerpunkt ist die physikalische Chemie. Seit 2012 ist Drewello im SFB 953: Synthetische Kohlenstoffallotrope der FAU Leiter des Teilprojekts Untersuchungen an Synthetischen Kohlenstoffallotropen in der Gasphase. Er ist Autor bzw. Co-Autor von rund 350 Fachartikeln. Sein h-Index bei der Literatur- und Zitationsdatenbank Scopus beträgt 32 (Stand Januar 2023).

## Publikationen (Auswahl)
- 1987: Only the copper(I) ion coordinated to the .pi.-system of the nitrile group activates upon collision carbon-hydrogen and carbon-carbon bonds of nitriles. In: Organometallics, American Chemical Society (ACS), 1987 (mit Helmut Schwarz, Carlito B Lebrilla).
- 1989: Formation and detection of neutral half-sandwich complexes MC5H5 (M = Fe, Co, Ni) using neutralization-reionization mass spectrometry (NRMS). In: International Journal of Mass Spectrometry and Ion Processes, Elsevier BV, 1989 (mit Helmut Schwarz).
- 1993: Some pitfalls in using the reaction intermediate scan (RIS). In: Organic Mass Spectrometry. Wiley, 1993 (mit Karsten Eller).
- 1998: C60 degrades to C120O. In: Chemical Communications, Royal Society of Chemistry (RSC), 1998 (mit Roger Taylor, Mark P. Barrow).
- 2000: Significant interferences in the post source decay spectra of ion-gated fullerene and coalesced carbon cluster ions . In: International Journal of Mass Spectrometry, Elsevier BV, 2000 (mit Mark P. Barrow).
- 2006: Recent Developments and Applications of Matrix-Assisted Laser Desorption Ionisation (MALDI) with Fullerene Derivatives. In: The Electrochemical Society, 2006.
- 2015: Influence of Single Skimmer Versus Dual Funnel Transfer on the Appearance of ESI-Generated LiCl Cluster/ß-Cyclodextrin Inclusion Complexes . In:  Journal of the American Society for Mass Spectrometry, American Chemical Society (ACS), 2015 (mit Ina D. Kellner).
- 2021: Probability distributions in quadrupole ion traps. In: International Journal of Mass Spectrometry, Vol. 468, Oktober 2021 (mit Thomas Neugebauer).

## Auszeichnungen
- 1988: Mattauch-Herzog-Förderpreis
- 1988: Award in Petroleum Chemistry der American Chemical Society